# Église Saint-Rémy de Saint-Rémy-la-Varenne
L'église Saint-Rémy est une église située à Saint-Rémy-la-Varenne, en France.

## Localisation
L'église est située dans le département français de Maine-et-Loire, sur la commune de Saint-Rémy-la-Varenne.

## Historique

### Le prieuré
De nombreuses découvertes montrent qu'une importante villa du Bas-Empire occupée jusqu'au début du VIe siècle existait sur le site du village. Il est possible que ce site ait été lié à la villa Cariacum, important domaine ayant appartenu à l'évêque de Nantes Félix, qui se trouvait sur la voie romaine allant à Nantes par Doulon. Le lieu est peut-être cité da ns un poème de Venance Fortunat sous la forme Cariaca aula. Dans le cartulaire de Saint-Aubin, en 929 sous la forme Curtis Chiriaci  ... super alveum Ligeris, en 950 Obedientia Varenna, en 1129 et eodem modo curtem Chiriaci, quæ nunc Varenna.
Un bassin a été découvert en 1837 au sud de l'église avec des tuyaux en plomb, des dalles d'hypocauste et des briques  ornées d'un chrisme. Plusieurs sarcophages en calcaire ont été signalés à l'occasion de travaux dans la commune qui pourraient montrer une continuité d'occupation du lieu jusqu'à l'installation des moines.
En 929, la curtis Chiraci est donnée en bénéfice par le vicomte d'Anjou Foulques le Roux à l'abbaye Saint-Aubin et au chapitre de l'église Saint-Lézin d'Angers. Elles ont rapidement construit deux églises : Saint-Rémy à l'emplacement du village et Saint-Aubin à Chemellier. En 1014, après plusieurs plaintes, les terres ont été partagées entre les deux établissements monastiques. L'abbaye Saint-Aubin a alors gardé le territoire autour de l'église Saint-Rémy.
L'église a des éléments dus à une succession de campagnes de construction, de la période carolingienne à la fin du Moyen Âge. Le début de la construction de l'église n'est pas datée. Le cartulaire de Saint-Aubin mentionne l’obedientia de Varenne en 950. L'office de prieur est mentionné en 1157. Le prieuré de Saint-Rémy et ses dépendances, la Grande Varenne, la Herpinière, les moulins à eau de Revault et de Landevert, ont constitué la plus riche possession de l'abbaye Saint-Aubin.
La plupart des bâtiments du prieuré cités au XIXe siècle ont disparu. Le plus significatif est un bâtiment perpendiculaire à l'église avec une pièce principale voûtée en berceau brisé conservant des décors peints du XIIe siècle. Le logis prieural a été construit au nord-est de l'église au XIIIe siècle.
Les prieurs ont résidés sur place jusqu'en 1670, date à laquelle le prieuré a été affermé.
Les bâtiments du prieuré ont été vendus comme bien national en 1792 pour 85 600 livres. la fabrique de l'église a reçu en don les bâtiments du prieuré en 1823. Un presbytère est construit à l'emplacement de l'aile nord, achevé au cours de l'hiver 1847-1848. L'ancien logis prieural est confié à un fermier.
Le prieuré a été racheté par la commune en novembre 1988 qui a entrepris de le restaurer. Une association a été créée en 1989 pour prendre en charge l'animation du monument.

### L'église

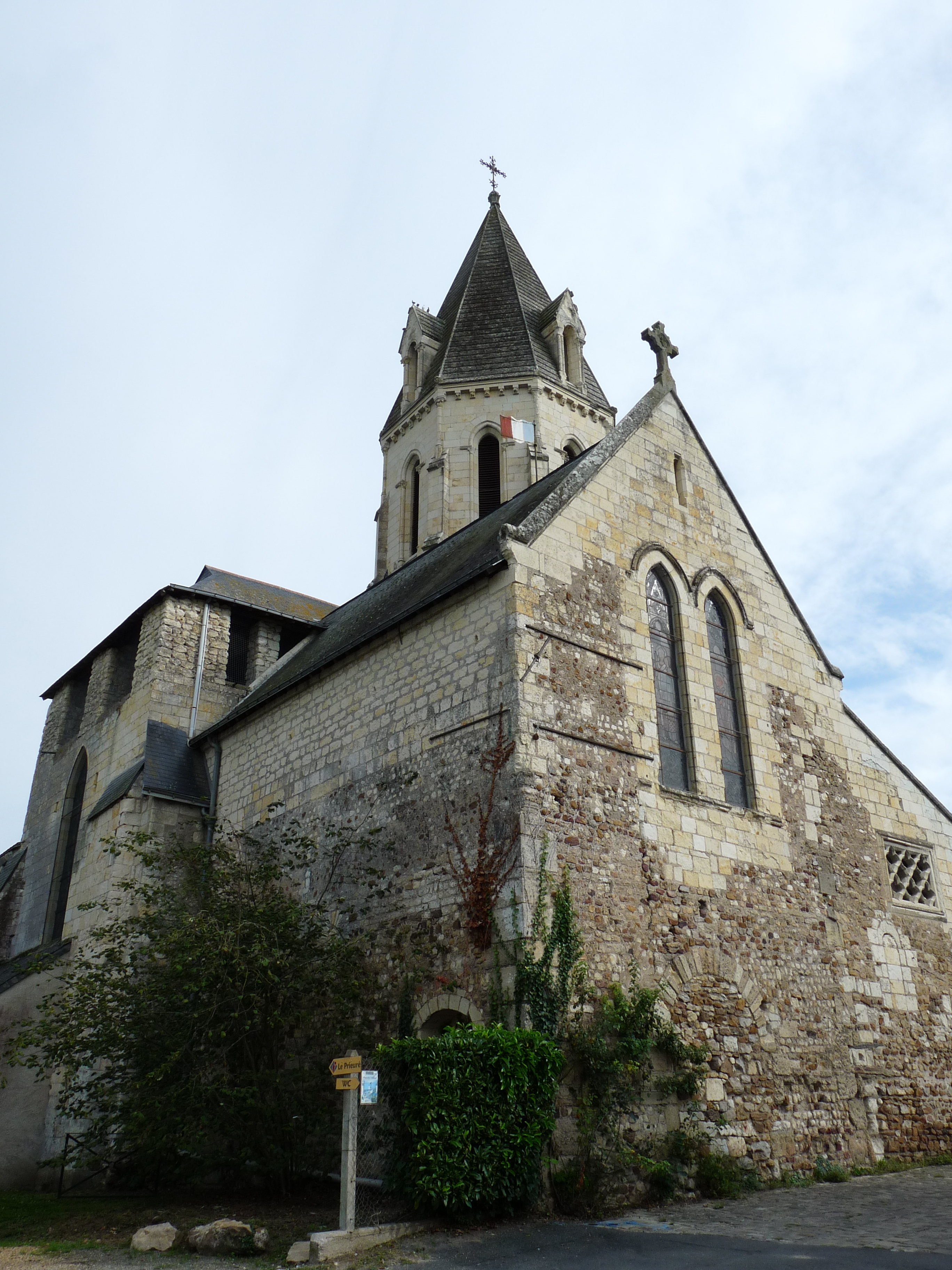
Extérieur de la nef : la partie la plus ancienne de l'église avec des moellons en petit appareil et une porte obstruée à une date indéterminée.

La partie nord-ouest de la nef conserve la partie la plus ancienne. Charles Urseau la date des dernières années du Xe siècle, Marcel Deyres, du milieu du XIe siècle, Jaques Mallet propose le XIe siècle. À l'origine, église était un bâtiment modeste, rectangulaire de 4,35 -m de large sur 5,5 m de long dans l'œuvre. Des analyses au radiocarbone de restes de charbon de bois découverts dans la maçonnerie donnent un intervalle compris ente la fin du VIIIe siècle et le début du XIe siècle. La fonction de cette structure a été discutée. Jacques Mallet y voyait la possibilité d'une chapelle, mais il est plus couramment admis que c'était une tour-clocher comme à Saint-Florent-du-Château. Au nord, d'autres maçonneries en moellons venant s'appuyer sur les précédents sont des vestiges de la première nef datant probablement du milieu du XIe siècle. Sur la façade occidentale, à partir des moellons de la tour-clocher avec un chaînage vertical se distingue un appareil de blocs et de moellons avec un assisage désorganisé pouvant dater de la fin du XIe siècle ou du début du XIIe siècle. Dans le prolongement, sur 2,80 m, une extension du mur de façade, peut-être liée à la surélévation gothique du pignon, est construite à la fin du XIIIe siècle.

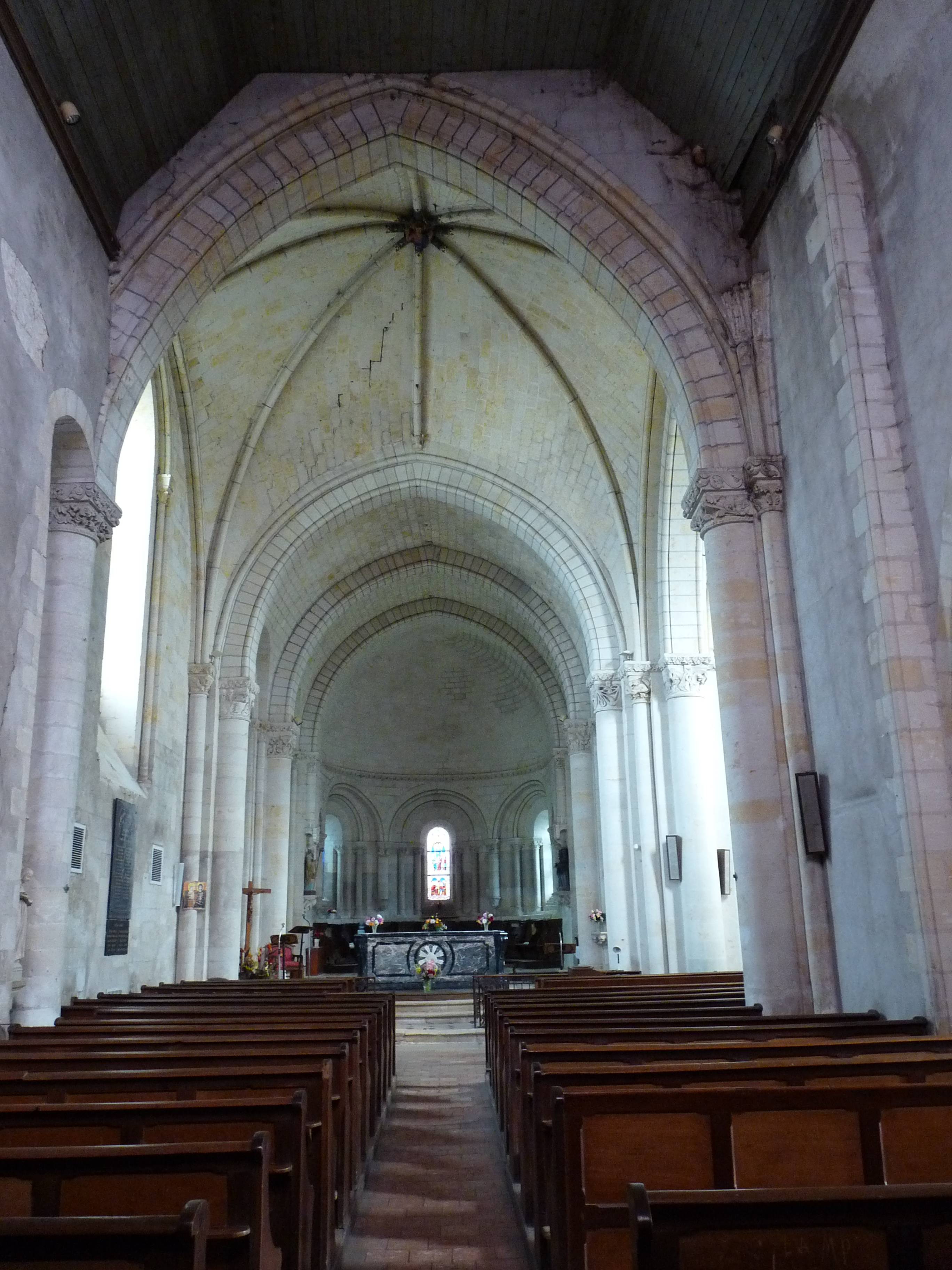
Nef gothique et chœur roman

Le chœur est construit dans le deuxième tiers du XIIe siècle. La travée précédent le chœur roman communique au sud avec la travée portant celle qui porte le clocher. Les voûtes sont de style gothique angevin. Huit nervures partent des clefs des deux voûtes. La clef de la voûte nord montre un Christ montrant ses plaies. La clef de la travée sud est une clef armoriée.

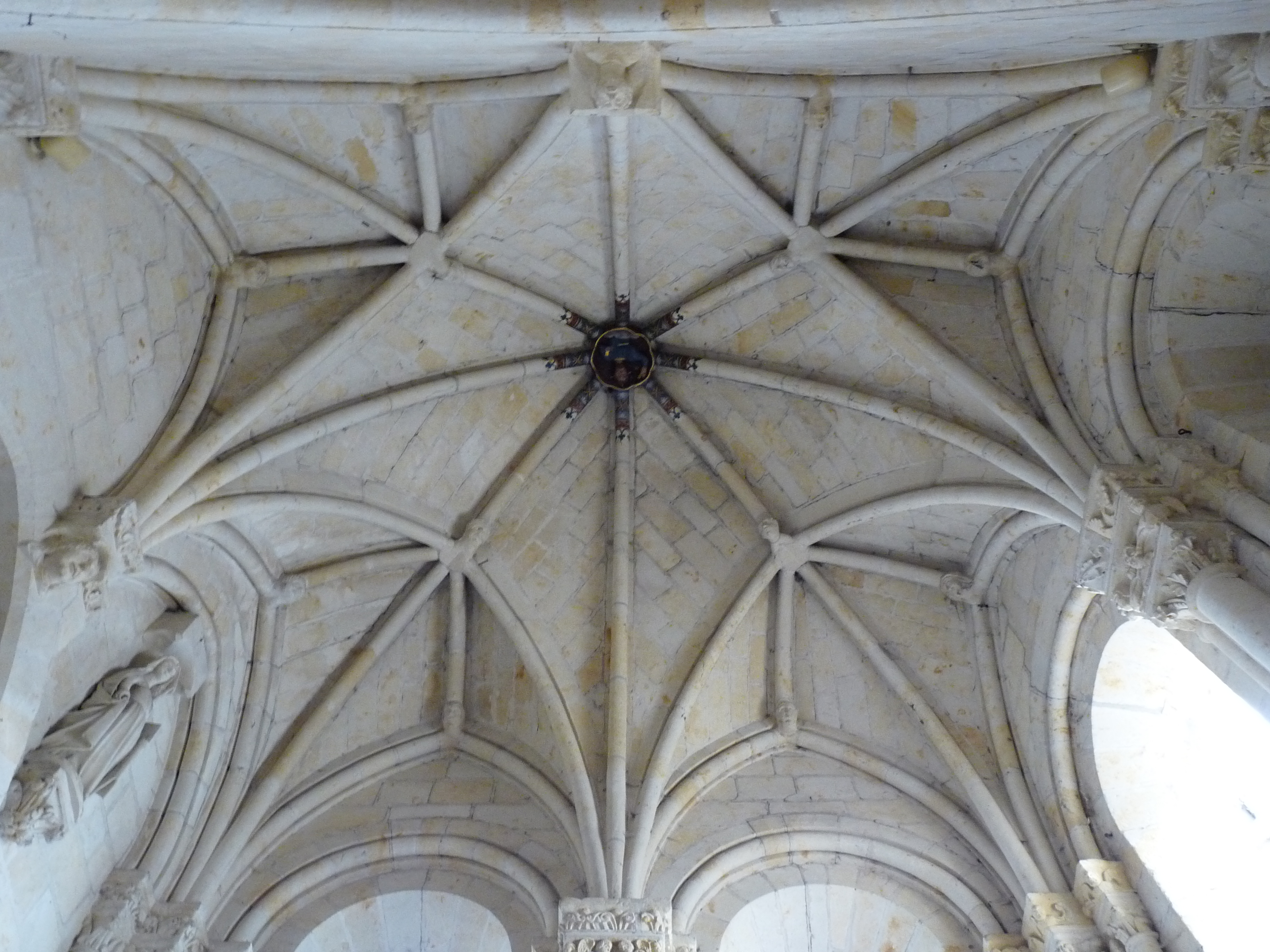
Chapelle de la Vierge voûte à nervures multiples.

Un passage large de 2,10 -m fait communiquer une chapelle dédiée à la Vierge avec le côté droit de la première travée droite du chœur. Une grande arcade fait communiquer cette chapelle avec la travée gothique méridionale. Cette chapelle rectangulaire de 4,35 m par 4,55 m présente un bel exemple de voûte à nervure multiples.
Le clocher actuel a été réalisé dans les années 1860 par l'architecte Alfred Édouard Heulin qui a aussi construit la chapelle sud-ouest et renouvelé une partie des sculptures.

## Protection
L'église est classé au titre des monuments historiques le 16 décembre 1974.